# نيرو شامبين
نيرو شامبين (بالإسبانية: Nereo Champagne)‏ (20 يناير 1985 في الأرجنتين - ) هو لاعب كرة قدم أرجنتيني في مركز حراسة المرمى. لعب مع أوليمبو وفيرو كاريل أويستي ونادي سان لورينزو.

## وصلات خارجية
- نيرو شامبين على موقع الاتحاد الدولي (مؤرشف)  (الإنجليزية)
- نيرو شامبين على موقع إي إس بي إن إف سي (الإنجليزية)
- نيرو شامبين على موقع قاعدة بيانات كرة القدم.إي يو (الإنجليزية)
- نيرو شامبين على موقع Soccerbase.com (لاعب) (الإنجليزية)
- نيرو شامبين على موقع Soccerway.com (الإنجليزية)
- نيرو شامبين على موقع عالم كرة القدم.نت (الإنجليزية)